# 2011年中国大陆
| 中国历史 / 中国历史年表 |
| 世紀： 20世纪中国 / 21世纪中国 / 22世纪中国 |
| 年代： 1980年代中国大陆 / 1990年代中国大陆 / 2000年代中国大陆 / 2010年代中国大陆 / 2020年代中国大陆 / 2030年代中国大陆 / 2040年代中国大陆                     |
| 年份： 2007年中国大陆 / 2008年中国大陆 / 2009年中国大陆 / 2010年中国大陆 / 2011年中国大陆 / 2012年中国大陆 / 2013年中国大陆 / 2014年中国大陆 / 2015年中国大陆 |
| 纪年： 辛卯年（兔年）、中华人民共和国成立62周年 |

## 领导人
- 中共中央总书记：胡锦涛
- 国家主席：胡锦涛
- 国务院总理：温家宝
- 全国人大常委会委员长：吴邦国
- 全国政协主席：贾庆林

## 大事记

### 1月
- 1月1日5时48分，中俄原油管道正式投入运行，俄罗斯的原油开始进入中方境内位于漠河县兴安镇的首站储油罐内，标志着中国东北方向的原油进口战略要道正式贯通。每年1500万吨、期限20年的中俄原油管道输油合同开始正式履行。
- 1月1日15时31分，云南省德宏傣族景颇族自治州盈江县（北纬24.7,东经97.9）发生里氏4.6级地震，震源深度10千米。
- 1月3日，河南驻马店正阳县部门强制在河道现场施工，一位女性前来阻止被施工车辆撞倒轧在车下，活活碾死。网易：正阳妇女阻止施工被碾死 工程指挥部称其滑倒车下
- 1月4日，山东泰安发生警匪枪战事件，致使三名民警身亡。
- 1月21日，《國有土地上房屋徵收與補償條例》正式實施。BBC（页面存档备份，存于）

### 2月
- 2月15日，中國國內生產總值首次超越日本成為全球第二大經濟體，取代日本佔據長達42年的地位。  香港文匯報
- 2月22日下午，日本右翼政治团体“护诚塾”28岁成员山口伦丈因对钓鱼岛问题和中国反日游行感到愤慨，携特制警棍和烟火筒准备闯入中国驻名古屋总领馆，与值勤警察发生肢体冲突。

### 3月
- 3月2日，繼不久前造成轟動的殲20隱形轟炸機後，大陸軍方最近又忙於研發新的機密飛行器─信鴿；這支數量達1萬隻的軍鴿隊伍，是中國人民解放軍成都軍區2010年底開始培訓，被美國媒體稱為「中國最祕密武器」，一旦戰爭導致現代化技術不可使用，信鴿能成為軍隊常用通訊提供支援。鳳凰網（页面存档备份，存于）

### 4月
- 4月3日，诗人艾青之子、“鸟巢”设计者，维权人士艾未未在准备北京飞往香港时被警方带走。数日后，警方称其涉嫌经济犯罪。國際財經時報
- 4月20日－4月22日，上海集装箱卡车司机大罢工传有伤亡。官方后调低运输成本。（页面存档备份，存于）（页面存档备份，存于）（页面存档备份，存于）
- 4月27日，武汉国企职工要同工同酬被关精神病院四年，出逃广州电视台内再遭便衣警察跨省追捕，与家人、媒体失联。南方电视台（页面存档备份，存于）

### 5月
- 5月初，多家媒体曝光，在21世纪初的多年间，湖南邵阳计生官员与福利院勾结，抢夺婴儿甚至收购被贩卖的婴儿充作弃婴，高价卖给外籍人士收养。[1]
- 5月16日，中共中央政法委秘书长在《求是》杂志发表文章称“公民社会”不可信，不能掉入这个西方国家为我们设计的陷阱。（页面存档备份，存于）
- 5月26日，3艘中国海监船在南沙群岛万安滩割断越南油气集团公司（PVN）探测船电缆。越南随即大肆宣扬，引发日后国内反华游行。

### 6月
- 6月4日，中海油合作方美国康菲公司渤海蓬莱19-3油田钻井发生溢油事件，造成大面积污染，直至9月5日才完全停止生产作业（页面存档备份，存于）。
- 6月8日，全国人大回应多地公民自荐参选：“独立候选人”无法律依据。通过选举委员会审查但不是“预选确定”的候选人，仍需“讨论”、“协商”才能成为“正式代表候选人”。（页面存档备份，存于）
- 6月9日，湖北省利川市前反贪局长“双规”期间死亡，骚乱当晚两地方官员停职。联合早报（页面存档备份，存于）星岛日报上午，中国渔船在南沙群岛万安滩海域作业时，遭到越南武装舰船驱赶，致其中一艘渔船的渔网与在现场作业的越南油气勘探船的电缆缠绕在一起，越方船只拖曳中国渔船倒行长达一个多小时。在中国渔船主动剪断渔网后，双方才脱离接触。越南则表示，越南国家石油天然气公司的“Viking 2”号探测船在其200海里专属经济区内进行地震勘察时，遭到中国渔船冲撞。中国渔船无视越南警告，故意撞向‘Viking 2’探测船的钢”，中国渔船上利器陷入“Viking 2”号附带的网中，导致后者不能正常运转。
- 6月13日，中国南方自6月3日以来的两场强降雨所引发的洪水和泥石流等灾害，已导致105人死亡，63人失踪。（页面存档备份，存于）

### 7月
- 7月10日，CCTV披露达芬奇家具涉嫌造假，以假出口换取高额销售价格，最高由原价的3万元涨至30多万元（新浪网（页面存档备份，存于）、中国古典家具网、龙虎网、水母网（页面存档备份，存于））。
- 7月18日，加拿大外交部长约翰·贝尔德表示，赖昌星的遣返案件必须依照加拿大的法律程序独立展开。较早前赖昌星的难民申请遭拒，有可能被遣返回中国。
- 7月21日，湖南省沅江市共华镇宪北村农民钟枚生无罪判决迟到25年（新华网）。
- 7月23日，北京开往福州的甬台高铁D301次列车行至温州双屿路段时，与杭州至福州的D3115次列车发生追尾事故，共造成40人死亡，至少192人受伤。
- 7月26日，上海将原黄浦区和卢湾区合并新设黄浦区。
- 7月29日，单位剥夺个人知识产权，教育部特聘专家、浙江杭州高级教师郑子罕著作权被单位侵占反被判刑6年，中国知识产权保护路漫漫（郑子罕著作权案）（页面存档备份，存于）。

### 8月
- 8月10日，由瓦良格号改建的中国首艘航空母舰出海试航（人民网（页面存档备份，存于）、联合早报网（页面存档备份，存于））。
- 8月12日，为期12天的第26届世界大学生运动会在广东省深圳市开幕（深圳大运会官网、新华网（页面存档备份，存于））。
- 8月14日，中国羽毛球队于英国伦敦举行的第19届世界羽毛球锦标赛中，囊括全部五项冠军，这是继1987和2010年之后第三个大满冠。
- 8月16日，中共中央政治局常委、国务院副总理李克强抵达香港，进行为期三天的访问（联合早报网）。
- 8月16日，中华慈善总会遭遇慈善诚信危机（尚德门事件），因“尚德电力杯”第五届中国青少年创意大赛获赠款物涉嫌非法拍卖事件遭披露（新华网 Archive.today的存檔，存档日期2013-04-28、环球网（页面存档备份，存于））。
- 8月16日，北京定点取缔民工子弟学校事件广受关注，预计有1.4万名学生面临失学的危险（东方早报、凤凰网（页面存档备份，存于）、东方早报和讯新闻）。
- 8月17日，美国副总统拜登抵达北京，开始对中国为期五天的访问（新华网、美国中文网（页面存档备份，存于））。
- 8月18日，中国酒泉卫星发射中心长征二号丙发射的“实践十一号04星”，因行过程中发生故障，未进入预定轨道（四川新闻网、中国经济网）。
- 8月22日，内蒙古公益组织（内蒙古公益事业联合会）发公函向张学友演唱会组委会索要免费门票，价值20万元（新华网（页面存档备份，存于）、华商网）。
- 8月25日，媒体报道珠海建筑工地，日薪250-350元（39-54美元）难觅农民工，人口红利可能出现拐点，中国计划生育政策遭质疑（齐鲁网、腾讯网（页面存档备份，存于）和MSN中文网）。
- 8月27日，文化部宣布若在9月15日后有网站仍未清理光良、张惠妹、萧敬腾、林宥嘉以及Lady Gaga等所唱的危害国家文化安全歌曲，将被依法查处。（页面存档备份，存于）
- 8月27日，湖北省公安县纪委干部谢新死亡，身上多处刀伤，“自杀说”遭质疑（新华网 Archive.today的存檔，存档日期2013-04-28）。
- 8月28日，李艳凤于韩国大邱举行的第13届世界田径锦标赛获女子铁饼决赛冠军（搜狐网（页面存档备份，存于））。
- 8月28日，辛亥革命100年即将到来，武昌起义发生地武汉市武警特警持冲锋枪巡视街头以加强社会面控制。
- 8月29日，公安部宣布破获瘦肉精案件120余起，抓获犯罪嫌疑人989人（新华网 Archive.today的存檔，存档日期2013-04-28）。
- 8月29日，刘翔于韩国大邱举行的第13届世界田径锦标赛男子110米栏决赛中获亚军，美国选手理查德森获得冠军（搜狐网（页面存档备份，存于））。

### 9月
- 9月1日，参与立法的专家称《刑诉法》允许“秘密拘捕”已获最高法、最高检、公安部、司法部、国家安全部领导和党组织的同意，不用吸收没道理的公众争议。（页面存档备份，存于） （页面存档备份，存于）
- 9月4日，QS世界大学排名发布，中华区15所大学入选前300，大陆7所，均居前200；香港5所，台湾3所。入选前100有6所：港中文和港科大分居第36、40位，北大和清华分居第46、47位，台大和复旦分居87、91位（（页面存档备份，存于））。
- 9月7日，胡润百富榜发布，三一集团董事长梁稳根以财富700亿元首博中国首富排名（（页面存档备份，存于））。
- 9月9日，湖南邵阳县发生沉船事故，12遇难，除3名成年人外，其余9名遇难者均系留守儿童。
- 9月14日，除了央视，台湾艺人从主要电视台节目里消失，国台办回应称广电总局的规定（“一般不得聘请港澳台人员参与广播节目的制作”）并没有被修改。（页面存档备份，存于）
- 9月16日，广州日报报道：广东省拟对部分地级市城区进行区划改革试点，或撤街道，实行“市—区—社区”“二级政府、三级管理”新体制；或撤市辖区，实行“市—街道—社区”“一级政府、三级管理”新体制（（页面存档备份，存于））。
- 9月16日，河南伊川男子赵志斐独自游北京，误作“进京上访”被遣返（洛阳赵志斐事件），打伤弃于洛阳街市昏迷不醒。
- 9月16日，经过3个月的鏖战，2011年快乐女声总决赛落幕，21岁的云南保山女孩段林希获得冠军，洪辰、刘忻别获第二、三名（网易（页面存档备份，存于）、（页面存档备份，存于）、（页面存档备份，存于））。
- 9月17日，受大雨影响，陕西西安灞桥区连续发生山体滑坡，共计造成32人遇难，5人受伤。
- 9月17日，河北省石家庄电视台被称“放大扭曲道德观”，遭“停播30日”处罚（（页面存档备份，存于））。
- 9月18日，扬子晚报综合报道，江苏有骗子以招工为名，有多名年轻人被骗迷昏后摘肾，徐州有乡镇卫生院参与非法摘肾（（页面存档备份，存于））。
- 9月19日，在农业部委派专家组成员现场监督验收下，袁隆平百亩超级杂交水稻亩产破900公斤，达到926.6公斤（（页面存档备份，存于）（页面存档备份，存于）（页面存档备份，存于））。
- 9月20日，帕米尔高原区域中国与塔吉克新划国界完成交接，塔方实际控制下的1,158平方公里土地划归中方（（页面存档备份，存于）（页面存档备份，存于））。
- 9月20日，秋季洪涝灾害，11个省189个县（市）2,340个乡（镇）1,123万人受灾，因灾死亡97人、失踪21人。
- 9月21日，河北馆陶县29岁县长闫宁工作12年九度换岗、升迁（馆陶闫宁事件），顺畅官场仕途广招公众关注，疑有强大后台做保障（（页面存档备份，存于））。
- 9月22日，北京九歌国际拍卖公司将中央美院学生习作伪作徐悲鸿真迹拍出7,280万元天价（真假徐悲鸿油画事件）遭同学联名揭露（（页面存档备份，存于））。
- 9月22日，记者揭露性奴案（洛阳性奴案）被指“国家机密”：河南洛阳景福苑小区6年轻女子被囚地窖当性奴，2人被杀（（页面存档备份，存于）（页面存档备份，存于）（页面存档备份，存于）（页面存档备份，存于）（页面存档备份，存于））。
- 9月23日，9年前枪决死囚惊奇“复活”（唐建敏冒名死囚事件），冒名顶替牵出离奇案中案（（页面存档备份，存于）（页面存档备份，存于））。
- 9月23日，中国启动境外烈士墓地保护工作，由中共中央协调、军方等参与（（页面存档备份，存于））。
- 9月24日，网友揭露浙江省国税局购买豪华游艇（国瑞号游艇事件），官方回应作流动办税船（（页面存档备份，存于）（页面存档备份，存于）（页面存档备份，存于））。
- 9月25日，深圳西站开往合肥的K256次列车，发生殴打乘客致死事件（K256殴打乘客致死案），20名乘客联名签名按手印作证（（页面存档备份，存于））。
- 9月27日，14点时51分，上海地铁10号线发生列车追尾事故，无人员死亡（（页面存档备份，存于）（页面存档备份，存于）（页面存档备份，存于））。
- 9月27日，非法开工的胶济高速噪音公害震裂房屋，民众上访，中央环保部3年叫不停，现已违法运行数月（（页面存档备份，存于）（页面存档备份，存于））
- 9月28日，市场充斥经含有焦亚硫酸钠化学成分的药水浸泡“水洗姜”，云南省查出每天上百吨流入市场（（页面存档备份，存于））。
- 9月28日，浙江温州爆出多起高利贷失踪案（温州民间借贷危机），永嘉刘某施某集资13亿，八成债主为当地公务员（（页面存档备份，存于））。
- 9月29日，21时16分，“天宫一号”于酒泉卫星发射中心顺利升空进入预订轨道（（页面存档备份，存于）（页面存档备份，存于））。
- 9月29日，教育部特聘专家、浙江杭州高级教师因版权争议获刑6年引关注（郑子罕著作权案）（页面存档备份，存于）。
- 9月30日，人民币兑美元汇率中间价破6.36，达到6.3549；2005年以来累计升值30.91%（（页面存档备份，存于）。
- 9月30日，缅甸搁置中国电力投资集团|中电投资密松水电站合作项目（（页面存档备份，存于））。

### 10月
- 10月1日，下午1时30分，享年85岁的南京大屠杀幸存者倪翠萍，因罹患帕金森氏症于南京桥北新村家中辞世。南京大屠杀遇难同胞纪念馆两位幸存者铜像雕塑，倪翠萍为其中之一（（页面存档备份，存于） Archive.today的存檔，存档日期2013-04-28（页面存档备份，存于））。
- 10月1日，重庆对存量房——独栋别墅开征房产税（（页面存档备份，存于）（页面存档备份，存于））。
- 10月4日，中国和俄罗斯联合国安理会否决法、英等国提交的有关叙利亚问题的决议草案（（页面存档备份，存于））。
- 10月4日，贵州荔波安平煤矿发生煤与瓦斯突出事故，17人遇难（（页面存档备份，存于））。
- 10月5日，上午11时45分，位于江苏南京的南钢集团炼铁厂5号炉发生铁水外溢事故致12人死亡1人伤（（页面存档备份，存于））。
- 10月5日，中国籍华平号和缅甸籍玉兴8号两艘商船于湄公河金三角泰国水域遭武装劫持，13名中国船员全部被枪杀（（页面存档备份，存于）（页面存档备份，存于）（页面存档备份，存于））。
- 10月6日，泰晤士全球大学排名中华区共有24所大学入选前400，内地10所、台湾8所、香港6所。港大排名仅次于日本东京大学列第34位居亚洲区第2位；北大为内地排名最前大学，列49位；台大为台湾最前大学，列第154位（（页面存档备份，存于））。
- 10月7日，7日是黄金周的最后一天，交通进入返程高峰，当日河南、安徽、天津发生3起重大交通事故，共造成至少56人死亡（腾讯/新京报（页面存档备份，存于））。
- 10月7日，下午16时许，天津滨保高速上行60公里＋700米处，一辆河北的大客车与一辆山东小轿车发生交通事故，大客车侧翻造成35人死亡（（页面存档备份，存于））。
- 10月7日，凌晨2时许，云南昆明官渡区大板桥街道红沙坡村花季少年符国俊被30多名保安乱殴致死，数百村民讨说法（（页面存档备份，存于））。
- 10月8日，湖北广水高层官员调任带走公务车成惯例，人大五常委联名追讨（（页面存档备份，存于）（页面存档备份，存于））。
- 10月9日，三秦都市报报道，2名古驰辞职员工爆料血汗工厂深圳古驰旗舰店，喝水要申请，上厕所要报告，虐待怀孕妇女致使流产（（页面存档备份，存于））。
- 10月9日，辛亥革命100周年大会在人民大会堂召开，胡锦涛协同江泽民等出席并发表讲话称中共是孙中山最忠实继承者。（页面存档备份，存于）
- 10月10日，中国移动重庆公司原老总沈长富20年受贿3,616万元（（页面存档备份，存于））。
- 10月11日，淘宝网提费遭联合抵制，中国最大B2C——淘宝商城电子平台持续受到数万名自称“中小卖家”的网民集体攻击（（页面存档备份，存于）（页面存档备份，存于）（页面存档备份，存于）（页面存档备份，存于）（页面存档备份，存于））。
- 10月12日，30岁法学女博士胡娟出任湖北通山县长。
- 10月13日，由9名浙沪游客与5名当地高山协作与背夫组成的14人登山团队9月30日进入四姑娘山失踪13日后平安出山（（页面存档备份，存于）（页面存档备份，存于））。
- 10月13日，福布斯2011大陆最佳商业城市榜单出炉，东部5市广州、深圳、杭州、上海和南京依次居前5位；苏鲁浙粤4省共58市入榜（（页面存档备份，存于））。
- 10月13日，道德缺失与人心冷漠，下午5点半左右，广东佛山黄岐广佛五金城发生车祸，2岁女童两次遭车碾压，18人路过无人出手相救或报警（（页面存档备份，存于））。
- 10月15日，四川省阿坝州一名19岁还俗僧侣高呼口号自焚重伤，成为当地两周来第6名自焚者。
- 10月15日，广西玉林驻军与当地警察互殴，导致军警对峙。
- 10月15日，网友爆料，一辆开往南京的动车提供由浙江桐庐冠华兔业与上海新成食品二家公司出厂的盒饭，保质期长达半年（[]（页面存档备份，存于））。
- 10月17日，10·5金三角湄公河流域中国商船遇袭案发后，滞留泰国的26艘中国商船、164名船员及其家属回抵云南西双版纳关累码头与景洪港。
- 10月17日，13时10分，位于重庆奉节大树镇兰靛村的富发煤矿发生瓦斯爆炸事故，9人遇难4人被困（（页面存档备份，存于））。
- 10月17日，山东商报报道，山东收费公路总里程8,964公里，其中还贷公路7,034公里，占收费里程的78.47%。2010年度累计收费189.35亿元，每公里年均收费211.23万元，每公里日均收费5787元。2010年底，累计还贷余额1,080.52亿元（ Archive.today的存檔，存档日期2013-04-28）。
- 10月18日，31岁长居北京石景山阜石路一居民楼的江苏籍男子花掉父母600余万元，谎称在牛津大学读书真相暴露后扬言轻生（ Archive.today的存檔，存档日期2013-04-28）。
- 10月18日，人民网报道，未成年人房产被父母抵押，福建长乐市法院裁决抵押无效（（页面存档备份，存于））。
- 10月18日，菲律宾炮艇于南海礼乐滩附近水域撞击中国渔船，掳走的25艘无人小船拒绝归还（（页面存档备份，存于）（页面存档备份，存于））。
- 10月19日，南方日报报道，广州市社科院调查结果显示，农村基层选举贿选为现象普遍，贿选形式从油送米到派发筹码等多样化（ Archive.today的存檔，存档日期2013-04-28）。
- 10月19日，南方电视台记者采访广州中共三大会址旁无证停车场，长时间被殴打无人劝阻；行凶者仅被拘留10日（[]）。
- 10月20日，广州日报报道，广东广州将设奖鼓励见义勇为，帮助解决就医就业住房子女教育等问题；牺牲者最高可获50万元抚恤金（ Archive.today的存檔，存档日期2013-04-28）。
- 10月21日，石油行业占霸主地位，2010年度中石油、中海油和中石化3央企净利润2,705.3亿元，占102家央企净利的31.74%，分居前第1、3和4位（ Archive.today的存檔，存档日期2013-04-28）。
- 10月22日，下午6时15分左右，韩国武力扣押3艘中国渔船，共涉31名中国船员，部分船员受伤（（页面存档备份，存于））。
- 10月23日，人民网报道，吉林境内总造价23亿元的靖宇至松江河线铁路工程，违规分包给一家冒牌公司和外行包工头，偷工减料成隐患被停工（（页面存档备份，存于））。
- 10月24日，东方今报报道，100多名河南周口农民被骗至新西伯利亚当劳工受困于俄罗斯（（页面存档备份，存于））。
- 10月25日，湖南长沙、湘潭警方联手侦破一起使用包括亚硝酸钠在内的工业盐制售食盐案，抓获涉案人员9名，查获有毒冒牌食盐近14吨、涉案门店7家（（页面存档备份，存于）（页面存档备份，存于））。
- 10月27日，广州日报报道，司法腐败导致的南京彭宇错案，鼓楼区法院原主审王浩虽调离但“未停职检查”（（页面存档备份，存于））。
- 10月28日，10·5湄公河中国船员劫杀案告破，嫌犯包括泰国陆军9名军人。
- 10月28日，涉案金额8,112万元的安徽第一女巨贪——亳州人、原漯阜铁路董事长兼总经理张海英被判无期。
- 10月29日，内地修改居民身份证法，自2012年1月1日起，办理居民身份证相关业务新增指纹信息录入（（页面存档备份，存于））。
- 10月30日，著名学者宋晓梧表示，内地失地农民约4,000万人，获土地出让金太少，所占份额仅为开发商的十八分之一或政府的十三分之一（（页面存档备份，存于））。
- 10月31日，因应微博对政府过滤信息和控制社会的努力构成的挑战，腾讯控股主席马化腾称正研究监控微博新方法（（页面存档备份，存于））。
- 10月31日，网友爆料，多名淘宝网支付宝用户被捐款给中国绿化基金会，少则2毛，多则6,000元（（页面存档备份，存于））。

### 11月
- 11月1日，5时58分，神舟八号于酒泉卫星发射中心顺利发射升空，进入自主导航状态，将与天宫一号进行对接试验（（页面存档备份，存于）（页面存档备份，存于））。
- 11月2日，联合国开发计划署公布2011年人类发展指数（HDI），中国排名下跌至101名。（页面存档备份，存于）中國2010年11月
- 11月3日，1时36分，神舟八号飞船与天宫一号轨道舱顺利完成第一次交汇对接，组合体飞行12天左右将进行第二次交会对接试验。
- 11月4日，发改委等5部委作出规定，2012年10月1日起禁止进口和销售100瓦以上普通照明白炽灯。
- 11月5日，中国派出第一支赴南苏丹维和警队在重庆市公安局举行出征仪式，该警队由重庆警方单独组建（（页面存档备份，存于））。
- 11月6日，由社科院主持的中国城市竞争力报告出炉，港沪京分居前3位，江苏、广东、山东分别有7个、6个和5个市入围前50位居前3甲，浙江和内蒙各有3市入围前50位。
- 11月7日，10·5湄公河劫杀案遇难中国船员中的11位遗体在泰国清萊火化（（页面存档备份，存于））。
- 11月7日，中国网报道，鉴定结果显示，1992年巴塞罗那奥运会柔道冠军庄晓岩所获200克纯金赠品健力宝金罐造假，仅值50元（（页面存档备份，存于））。
- 11月8日，北京市举行五年一度的乡镇级、区级人大代表直接选举。北京市900多万选民参加投票（（页面存档备份，存于））
- 11月8日，社科院企业社会责任调查报告显示，评价所得0分或负分的26家最差企业有19家外资企业，其中阿迪达斯得负4分列倒数第一（ Archive.today的存檔，存档日期2013-04-28）。
- 11月9日，发改委日前证实，带宽接入价格高出发达国家3-4倍的中国电信和中国联通面临反垄断调查（（页面存档备份，存于）（页面存档备份，存于））。
- 11月9日，吉林士兵携枪出逃事件。
- 11月10日，云南省师宗县私庄煤矿发生煤与瓦斯突出事故，造成至少35人死亡。事故发生后，有关领导脸抹黑炭佯装从井下逃生（（页面存档备份，存于））。
- 11月11日，北京朝阳区平乐园小区发生自杀式燃气爆炸，自杀者跳楼身亡，爆炸造成五人受伤，其中包括3名消防员（（页面存档备份，存于））。
- 11月12日，世界单机容量最大的水轮发电机组——金沙江向家坝水电站1号机组转子顺利吊装就位，进入总装环节（（页面存档备份，存于））。
- 11月18日，山西长治公务员考试暗箱操作篡改体检报告，村长之子将状元挤掉后续：责任人被处理，此状元有幸成为重获录用的个案。（（页面存档备份，存于））
- 11月19日，14点左右，位于山东新泰楼德镇的山东联合化工公司发生燃爆事故，造成15人死亡4人受伤（（页面存档备份，存于）（页面存档备份，存于））。
- 11月20日，据称因指责局长任人唯亲而于2010年被双规的原国家药监局副局长张敬礼涉嫌受贿罪、非法经营罪、诬告陷害罪日前受审（（页面存档备份，存于）（页面存档备份，存于）（页面存档备份，存于））
- 11月21日，众多媒体公布山西交警近年违规乱象，岚县、盂县公安局长等相关责任人已被免职（（页面存档备份，存于）（页面存档备份，存于））。
- 11月21日，广东陆丰约4千东海镇乌坎村民游行至市政府门前抗议全国劳模好村官，打出标语誓与土地共存亡（（页面存档备份，存于））。
- 11月23日，商务部公布《单用途商业预付卡管理办法(征求意见稿)》，公开征求公众意见（（页面存档备份，存于））。
- 11月23日，四川省甘孜州雅江县恶古乡境内，一辆农用车（车载19人）发生翻车事故，造成17人死亡，2人受伤（其中1人重伤）（（页面存档备份，存于））。
- 11月24日，2007年8月10日启动、全长6,811公里的土库曼斯坦阿姆河气田至广东的天然气管道举行通气点火仪式（（页面存档备份，存于））。
- 11月24日，国务院法制办公室公布《事业单位人事管理条例（征求意见稿）》并征求社会各界意见。
- 11月26日，《新京报》报道，内地除西藏以外的30省份收费公路累计债务余额为2.29万亿元。
- 11月26日，在距朝鲜平壤60公里处遭遇交通事故，6名中国公民死亡，另有多名中国公民受伤。
- 11月26日，头顶广东惠州市环境检测净化行业协会会长、惠城区人大代表光环的许茗雄醉驾号牌为粤N-DL388车辆肇事，口出狂言后竟辱骂伤者穷鬼（（页面存档备份，存于）（页面存档备份，存于））。
- 11月27日，中国网事·感动2011（第四季度）网络人物评选结果揭晓，产生10名草根英雄（（页面存档备份，存于）（页面存档备份，存于））。
- 11月27日，玩忽职守酿惨案：下午5点30分，贵州惠水县长田乡双庆村一座非法小煤窑被乡政府工作人员炸封时，将正在采煤作业的张强父子活埋，人为酿成2人遇难惨案（（页面存档备份，存于））。
- 11月29日，中央大幅提升扶贫标准，由2009年的1,196元调至2,300元。新标准下内地农村贫困人口接近1.3亿人（（页面存档备份，存于）（页面存档备份，存于）（页面存档备份，存于））。
- 11月29日，海南海榆中线196公里处五指山境内一辆中巴与一辆货车相撞，车祸至少造成12死12伤（（页面存档备份，存于））。
- 11月29日，豫皖接壤的永城马桥镇与涡阳丹城镇爆发丙肝疫情，截至11月29日12时，共有182例抗体呈阳性，疑与马桥苗浅村吴文义诊所不洁注射有关（（页面存档备份，存于））。

### 12月
- 12月1日，下午5时30分许，位于武汉洪山区雄楚大街1070号建行网点门前人行道发生爆炸，造成2死15伤；16日12时，疑犯王海剑于武昌某医院抓获（[]（页面存档备份，存于）（页面存档备份，存于））。
- 12月1日，国家统计局公布11月份制造业PMI为49%达33个月新低，显示经济重回衰退状态。（页面存档备份，存于）
- 12月2日，子弟兵肆意妄为群殴摊贩引众怒军车被砸：甘肃兰州永昌路，一辆牌号为兰A-20206军车晚上肆意乱停占据摊贩位置引纠纷，据称一女上校模样带头围殴摊贩遭千人围观引公愤，军车被砸，整个过程车内人员态度嚣张（（页面存档备份，存于））。
- 12月4日，住建部日前知会地方政府，对限购政策年底到期的城市，到期之后继续延续限购。
- 12月5日，新京报报道，北京惊现智障奴工：通州区 (北京市)|通州众多豆腐黑作坊虐待劳工，记者调查发现多名智障者身上布满伤痕，上月曾有人被虐致死。（（页面存档备份，存于））。
- 12月5日，菲律宾海军对12月2日在巴拉望岛海域以非法捕捞为由扣留了6名中国渔民提起指控，如果罪名成立将面临20年刑期（（页面存档备份，存于）（页面存档备份，存于））。
- 12月6日至9日，世界深海油气峰会及展览（中国2011）在上海举办，代表着中国深海油气开发的一个里程碑进程（（页面存档备份，存于））。
- 12月6日， 商务部批准雀巢以17亿美元收购徐福记60%股权的交易（（页面存档备份，存于））。
- 12月9日，雪龙号南极科考船载直升机自南极中山站返回母船途中失控损毁，2名机组人员安全脱险；受损直升机11日被运送到中山站（（页面存档备份，存于）（页面存档备份，存于））。
- 12月10日，中老缅泰于云南西双版纳关累港联合巡逻执法举行首航仪式，湄公河全面恢复通航（（页面存档备份，存于））。
- 12月11日，河南偃师二里头遗址发掘出总面积超过2,100米²、距今3,600年前大型宫室建筑。
- 12月12日，韩联社报道，黄海韩国小青岛西南85公里中韩公共海域，上午7时中国渔船与仁川海警发生冲突；据称韩海警1死1伤，9名中国船员被押往仁川（（页面存档备份，存于））。
- 12月13日，北京朝阳区孙河乡康营村村干部梁达伙同一房产评估公司经理，虚假骗取拆迁费，涉案金额达到1.3亿余元之巨被起诉（（页面存档备份，存于））。
- 12月15日，新疆伊宁针对少数民族妇女和青少年开展淡化宗教意识宣教活动，力求消除着阿拉伯服饰、留大胡子蒙面纱等现象（[]（页面存档备份，存于））。
- 12月22日，为贯彻中共“发展健康向上的网络文化”的要求，中国主要微博已全部实行实名登记制。新浪微博等新老用户不实名不准发言。

## 逝世
- 施雅风，中国地理学家